# Pseudallapoderus sissus
Pseudallapoderus sissus es una especie de coleóptero de la familia Attelabidae.

## Distribución geográfica
Habita en Afganistán, Nepal y la India.